# 紐瓦克賓夕法尼亞車站
賓夕法尼亞車站（英語：Pennsylvania Station），又稱「紐瓦克賓州車站」（Newark Penn Station）是美國新澤西州紐瓦克一個主要交通樞紐。車站位於雷蒙廣場（市場街及雷蒙林蔭路之間路段），紐瓦克賓州車站有不同的鐵路和巴士路線停靠。停靠的鐵路包括紐瓦克輕鐵、新澤西交通（3條通勤鐵路線）、往曼哈頓的PATH地鐵系統以及美鐵（11條路線，包括Acela特快）。全國性巴士包括灰狗、彼得潘和徑路，當地巴士包括新澤西交通和ONE（橙縣-紐瓦克-伊利沙伯），分別有31條和2條路線。

## 現時營運
2014年紐瓦克賓州車站是美鐵第14繁忙的車站，在東北走廊上提供服務。3條新澤西交通通勤鐵路線也有停靠：東北走廊線繼續前往紐約；北澤西海岸線繼續前往紐約或霍博肯；拉里坦河谷線一般以此站為總站，但部分列車繼續開往紐約賓州車站，以及一班列車在早上開往霍博肯。
此站是PATH紐瓦克－世界貿易中心線的西端總站。
下層是紐瓦克輕鐵的南端。由紐瓦克徑此輕鐵系統到站的乘客可以轉乘美鐵或PATH列車，也可前往紐瓦克寬街車站或紐瓦克下城。
紐瓦克賓州車站帶有IATA機場編號「ZRP」。

### 軌道與月台

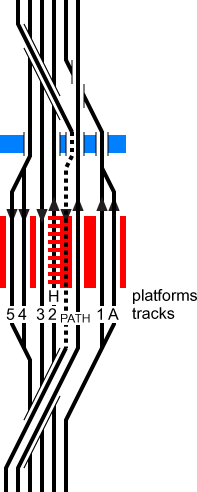
紐瓦克賓州車站的軌道

紐瓦克賓州車站設有8條軌道（不包括紐瓦克輕鐵）。7條位於同一層，但PATH列車在上層軌道的西側月台到站，並可在該處快速轉乘到站列車的月台。
註：只顯示月台配置，不是整個車站的配置。
| 2F | 側式月台，右側開門 | 側式月台，右側開門                                                                                           |
| 2F | H道                | ← 紐瓦克－世界貿易中心線 终到列车                                                                            |
| 1F | 側式月台           | 側式月台 |
| 1F | 5道                | ← 拉里坦河谷線 往高橋（聯合）                                                                                |
| 1F | 4道                | ← 東北走廊線 往特倫頓、北澤西海岸線 往海灣頭（纽瓦克机场）                                                   |
| 1F | 島式月台           | |
| 1F | 3道                | ← ■美鐵、東北走廊線快速 往特倫頓（纽瓦克机场）                                                               |
| 1F | 2道                | ← 北澤西海岸線 往海灣頭（纽瓦克自由国际机场站） ← ■美鐵、東北走廊線快速/北澤西海岸線 往紐約（锡考克斯枢纽）→ |
| 1F | 島式月台           | |
| 1F | M道                | ← 紐瓦克－世界貿易中心線 往世界貿易中心（哈里森）→                                                           |
| 1F | 島式月台           | |
| 1F | 1道                | ← 拉里坦河谷線/東北走廊線/北澤西海岸線 往紐約（锡考克斯枢纽）→                                               |
| 1F | A道                | ← 北澤西海岸線 往霍博肯總站（總站）→                                                                         |
| 1F | 側式月台           | |

## 外部連結
- Amtrak - Stations - Newark, NJ
- Newark Pennsylvania Station (USA RailGuide -- TrainWeb) （页面存档备份，存于）
- PATH - Newark Station （页面存档备份，存于）
- Newark, NJ (NWK) (Amtrak's Great American Stations) （页面存档备份，存于）